# Good Vibration
「Good Vibration」（グッドバイブレーション）は、Cyber Nation Networkのシングル。1998年2月21日発売。

## 解説
- テレビアニメ「マスターモスキートン'99」の第2期オープニングテーマに使われた。1クールのみの使用だった。
- ジャケットの表紙にはCyber Nation Networkのメンバーが、裏面には主人公のモスキートンとヒロインのイナホが描かれている。

## 収録曲
1. GOOD VIBRATION
2. FAITH IN LOVE
3. GOOD VIBRATION(カラオケ)
4. FAITH IN LOVE(カラオケ)